# ژرژ پیچار
ژرژ پیچار (۱۷ ژانویه ۱۹۲۰–۷ ژوئن ۲۰۰۳) کمیک‌نویس و کارتونیست فرانسوی بود که به خاطر جلد مجلات، نشریات سریالی و آلبوم‌های متعددی که به‌طور کلیشه‌ای شامل زنان هوس‌باز تا حدی در معرض نمایش بود، شهرت داشت.

## زندگی‌نامه
او که اهل پاریس بود، در مدرسهٔ هنرهای تطبیقی تحصیل کرد و پس از جنگ جهانی دوم، قبل از انتشار اولین کارتون استریپ خود در سال 1956 La Semaine de Suzette به عنوان تصویرگر در تبلیغات مشغول به کار شد.
او در اوایل دهه ۱۹۶۰ با ژاک لوب آشنا شد که با او در تقلیدهای ابرقهرمانی تنبرا(Ténébrax) و سابمرمن همکاری کرد. تنبرا برای اولین بار در مجله کمیک فرانسوی-بلژیکی شوشو به مدت کوتاه منتشر شد و پخش سریالی خود را در مجله ایتالیایی Linus ادامه داد. در سال ۱۹۶۷، سابمرمن در مجله پیلوت پخش شد، اما پس از چند سال، پیچار ژانر کمیک دوستانه خانوادگی را به‌طور کامل ترک کرد.
پیچار و لوب پس از همکاری با دنی دوبو کار خود را در ژانر اروتیک کمیک آغاز کردند. این امر واکنش عمومی قابل توجهی به دنبال داشت؛ زیرا شخصیت‌های کمیک‌های آنها خارج از مرزهای اخلاقی آن زمان عمل می‌کرد و در یک مقطع با رفتن به ویتنام از جین فوندا تقلید کرد. در این دوره، پیچار سبک خود را برای شکل‌دادن به قهرمانان زن خود به شکل زنانی قد بلند و خوش‌اندام با آرایش بیش از حد خط چشم برای ایجاد ظاهری گوتیک توسعه داد.
در اواخر عمرش، پیچارد داستان‌های اروتیک کلاسیک مانند دون ژوان اثر گیوم آپولینر، کاما سوترا اثر واتسییانا، س دختر مادرشان اثر پیر لوئیس، متدین اثر دنیس دیدرو و ژرمینال اثر امیل زولا را اقتباس کرد.